# Liepmann Meyer Wulff

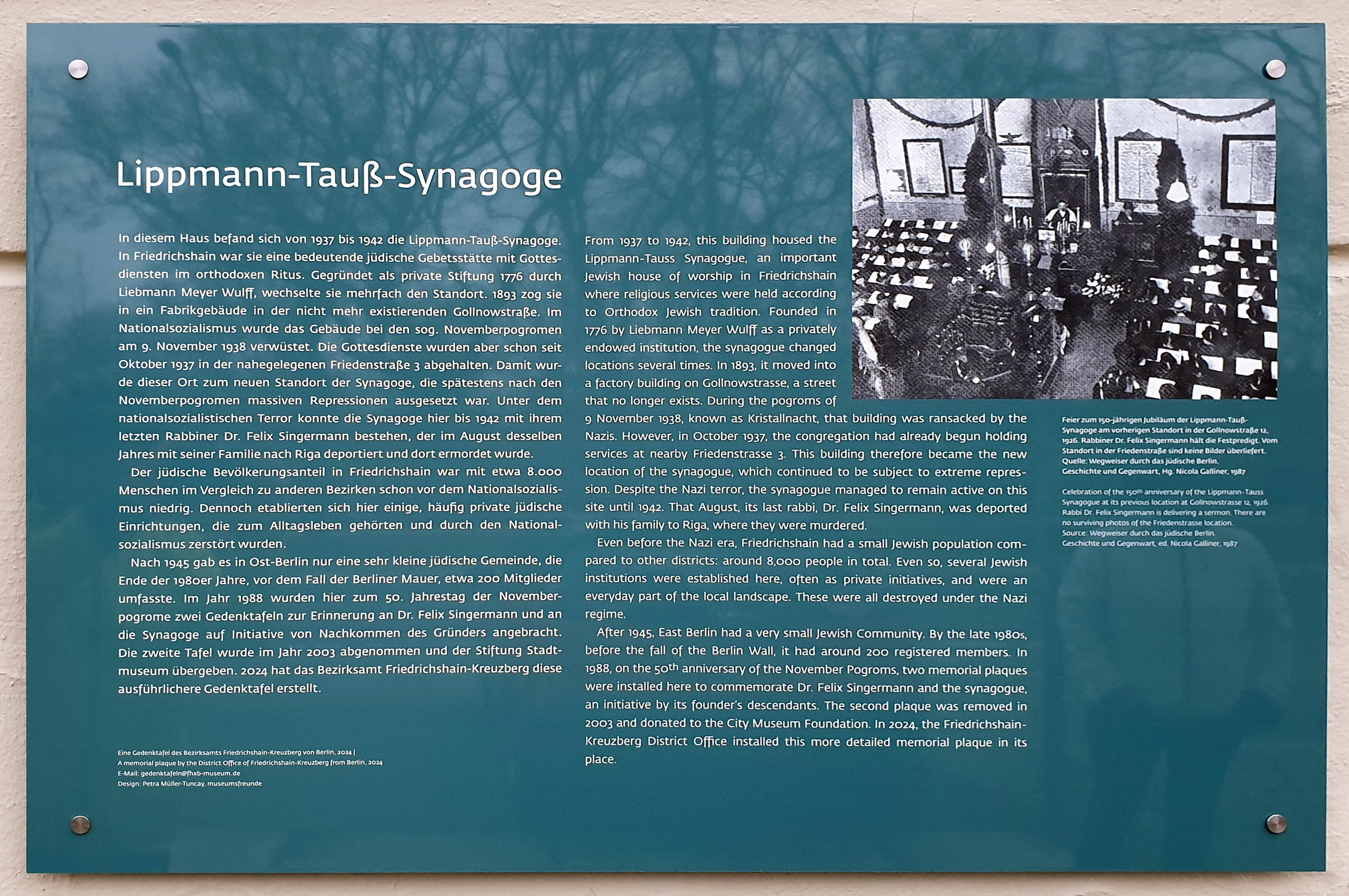
Gedenktafel am Haus, Friedenstraße 3, in Berlin-Friedrichshain

Liepmann Meyer Wulff, auch Liebmann Meyer Wulff (* 1. November 1745 in Berlin; † 16. August 1812 ebenda), genannt auch Liepmann Tausk oder Lippmann Tauss, war ein preußischer Hoffaktor. Er entstammte der Familie des Wolf Tausk, einer der fünfzig jüdischen Familien, die aus Wien vertrieben und 1671 in Berlin aufgenommen wurden.

## Leben
Meyer Wulff gründete Handels- und Transport-Unternehmen, war in Preußen Lieferant der Armee und der Münze und organisierte das Postwesen. 1793 erwarb er die Erbpacht für das Potsdamer Leihhaus, von 1794 bis 1806 war er Generalpächter der staatlichen preußischen Lotterie. Er war vielfacher Hausbesitzer und Hypothekengläubiger, um 1800 nannte er sich Bankier, allgemein wurde er Berliner Krösus genannt.
Besonders unter Friedrich Wilhelm II. genoss Wulff das Wohlwollen des Hofes. Louis Eichborn nannte ihn einen Mann, der durch Privilegien und sonstige Vorteile mit Gewalt zum Nachteil der übrigen Welt reich gemacht worden sei. Auch wenn unter dem Freiherren vom Stein die Privilegien eingeschränkt wurden, so war Wulff 1812 doch noch der reichste Bürger Berlins.
1786 wurde Liepmann Meyer Wulff neben David Friedländer und Isaak Daniel Itzig als ein Repräsentant der preußischen Juden gewählt. Ziel des dreiköpfigen Gremiums war die bürgerliche Gleichstellung und weitere Emanzipation der Juden. Wulff vertrat dabei die Position des traditionellen Judentums. Er war sozial engagiert und stiftete um 1780 die Lippmann-Tauss-Synagoge. Diese befand sich mit einer angeschlossenen Religionsschule seit 1893  in der Berliner Königsstadt, Gollnowstraße 12, und wurde 1937 geschlossen, das Gebäude später zerstört.
Eine Tochter von Liepmann Meyer Wulff war Amalie Beer, deren Sohn war der Komponist Giacomo Meyerbeer.